# Vasile Gheorghe
Vasile Gheorghe (n. 9 mai 1985, Brăila, România) este un fotbalist român retras din activitate, care a jucat pe post de mijlocaș la echipe ca Astra Ploiești, U Cluj și Politehnica Iași.